# Assou Oubasslam

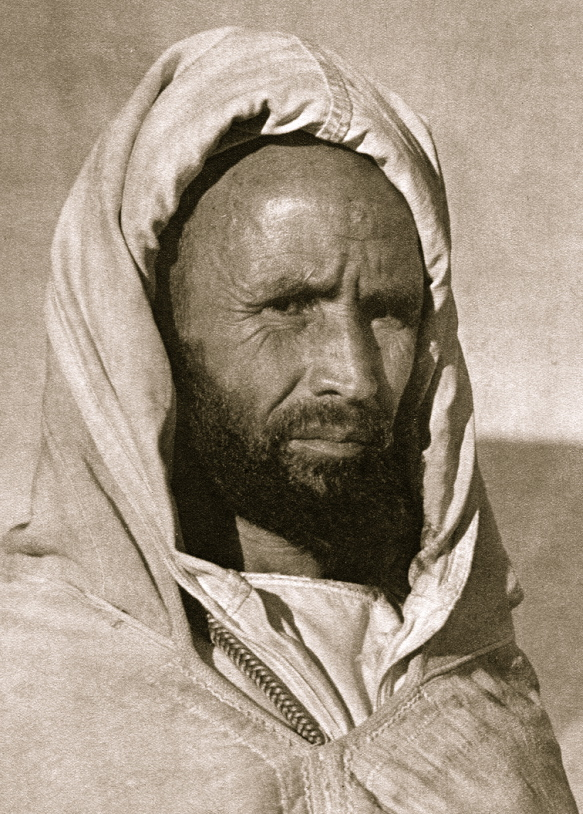
Atta Assou (1933)

Assou Oubasslam (1890-1960) fue un jefe militar, gran figura de la resistencia bereber al colonialismo francés. Su verdadero nombre era Issa O Ali No Haya Baslam, fue elegido «Amghar» de la tribu, lo que le confirió un amplio poder social y militar en el seno de la sociedad bereber tradicional. La ley Amazigh Azerf fue el sistema de gobierno de los Ait Atta. Después de la independencia, él fue un insurgente contra el intento de supresión del derecho consuetudinario bereber por las autoridades marroquíes y se continuó aplicarlo en su región.

## Origen
La familia Oubasslam es originaria de la tribu berber montañesa sedentaria del Saghro de los Ait Atta (Anti Atlas marroquí). Esta familia había jugado un rol determinante contra la ocupación francesa al principio del siglo XX.
Assou Oubasslam (Assou Ouaali) nació en 1890, sucedió a su padre Ali Oubasslam al frente de su tribu (Amghar) Ilemchan en 1919, se distinguió desde su juventud por sus cualidades según las costumbres bereberes. El historiador francés Henri Burdeaux lo había calificado como "un hombre de un bello rostro grave, cuerpo delgado y musculoso, de apariencia impasible e indiferente, pero orgulloso y lleno de dignidad, y que imponía confianza". A la manera de Mouha o Hammou Zayani, llegó a ser jefe militar y tomó la antorcha de la resistencia amazig después de la derrota definitiva de los Zayanes en la campaña francesa de Marruecos, a pesar de su victoria sobre las tropas coloniales en la famosa Batalla de Elhri, en noviembre de 1914. La detención definitiva de Khénifra el 20 de agosto de 1920, hizo un gran eco más allá del país Zayan, los bereberes se sintieron humillados hacia los cristianos (Iroumine). La influencia de la ideología de los morabitos fuertemente arraigada en su pensamiento religioso motivó a los amaziges a comprometer su instinto guerrero contra las tropas legionarias francesas y contra otras confederaciones bereberes como las Beni M' Tiro y los Zayanes que a pesar de la feroz resistencia acabarán por someterse gracias a la intriga de Charles Mangin y la famosa columna de Tadla bajo el mando de Moinier y del general Poeymirau. Assou Oubasslam es celebrado especialmente en el sur de Marruecos, entre las tribus bereberes, como un héroe nacional. La batalla de Bougafer en marzo de 1933 ilustra sus cualidades de guerrero. Proclamado caïd en 1939, después de su rendición bajo el general Henri Giraud, conservó su función hasta su muerte en 1960.

## Resistencia
Las tribus de los Ait Atta lejos de enfrentarse con los asaltantes, sintieron que el peligro se aproximaba. Assou Oubasslam y su contingente se abastecieron de armamento por medio de los agentes enemigos a la presencia de Francia en Marruecos. La estrategia de los colonos franceses fue de cortar toda ayuda logística a la tribu de los Ait Atta.
En el marco de la pacificación de Marruecos, el mariscal Lyautey con su colaborador pro-colonial Thami El Glaoui habían intentado amedrentar a los Ait Atta en 1918 a través de una intervención militar en el valle del Todgha. Esta operación no había tenido el éxito esperado, teniendo en cuenta la calidad guerrera de los Ait Atta y su posición geográfica de difícil acceso (Altos Atlas).
Durante la Batalla de Bougafer, tras una semana de negociaciones, se obtuvo una rendición general en la mañana del 25 de marzo en presencia de los generales Hure, comandante superior de las tropas en Marruecos, Catraux y Giraud.
Sobre esta batalla, aquí hay una canción en Tamazight: (adaptada en francés por Lhoussain Azergui, cantada por la artista Amazigh Ayyur).

Habladme de nuestros abuelos,